# Leukosialin
Leukosialin (synonym CD43) ist ein Oberflächenprotein aus der Gruppe der Zelladhäsionsmoleküle.

## Eigenschaften
Leukosialin wird von Thymozyten, T-Lymphozyten, Neutrophilen, Plasmazellen und Myelomen gebildet. Es ist glykosyliert und phosphoryliert. Leukosialin präsentiert Kohlenhydrate für Selectine. Bei einer Aktivierung von T-Lymphozyten wird Leukosialin von der Kontaktfläche zur antigenpräsentierenden Zelle aussortiert. Es ist Teil der immunologischen Synapse. Es ist das häufigste Oberflächenprotein auf der Zelloberfläche von T-Lymphozyten und Neutrophilen.